# Ochthophora
Ochthophora is een geslacht van vlinders van de familie visstaartjes (Nolidae), uit de onderfamilie Chloephorinae.

## Soorten
- O. sericina Turner, 1902